# Fraueneishockey-Bundesliga 1994/95
Die Fraueneishockey-Bundesliga-Saison 1994/95 war in Deutschland die 7. Bundesliga-Spielzeit der Frauen. Wie in der Vorsaison konnte der amtierende Meister seinen Titel nicht verteidigen. Im Gegensatz zum Vorjahr erreichte keine Mannschaft aus der Nordgruppe das Finalturnier, wobei das Scheitern der Mannheimer Mannschaft gegen die Füssener Mannschaft im Viertelfinale die Überraschung der Play-offs war. Erstmals seit 1984 konnten sich die Pesky Kids der ESG Esslingen im Finale gegen die DEC Tigers aus Königsbrunn durchsetzen und holten sich zum zweiten Mal den Deutschen Meistertitel.

## Organisation
Die Ligadurchführung erfolgte durch den Deutschen Eishockey-Bund.

## Modus
Die Vorrunde wurde in den Staffeln getrennt in einer Einfachrunde jeder gegen jeden mit Hin- und Rückspiel durchgeführt.

## Vorrunde
Die Mannschaften auf den jeweils vier ersten Plätzen der beiden Gruppen zogen ins Viertelfinale ein. Die vier anderen Mannschaften der Gruppe Nord mussten in die Relegation. Der Letzte der Gruppe Süd stand als direkter Absteiger fest.
| Gruppe Nord | Gruppe Nord                 | Gruppe Nord | Gruppe Nord | Gruppe Nord | Gruppe Nord | Gruppe Nord | Gruppe Nord |
| ----------- | --------------------------- | ----------- | ----------- | ----------- | ----------- | ----------- | ----------- |
| Platz       | Name                        | Spiele      | S           | U           | N           | Tore        | Punkte      |
| 1.          | Mannheimer ERC Wild Cats    | 14          |             |             |             | 130:14      | 28:0        |
| 2.          | TuS Wiehl Penguins          | 14          |             |             |             | 66:41       | 23:5        |
| 3.          | Frankfurter ESC             | 14          |             |             |             | 84:52       | 18:10       |
| 4.          | Grefrather EC Lady Panthers | 14          |             |             |             | 80:26       | 16:12       |
| 5.          | OSC Berlin Eisladies        | 14          |             |             |             | 30:61       | 10:18       |
| 6.          | ES Weißwasser Pinguine      | 14          |             |             |             | 37:74       | 9:19        |
| 7.          | EC Bergkamener Bären        | 14          |             |             |             | 49:88       | 8:20        |
| 8.          | DEC Eishasen Berlin         | 14          | 0           | 0           | 14          | 21:141      | 0:28        |

| Gruppe Süd | Gruppe Süd                 | Gruppe Süd | Gruppe Süd | Gruppe Süd | Gruppe Süd | Gruppe Süd | Gruppe Süd |
| ---------- | -------------------------- | ---------- | ---------- | ---------- | ---------- | ---------- | ---------- |
| Platz      | Name                       | Spiele     | S          | U          | N          | Tore       | Punkte     |
| 1.         | ESG Esslingen Pesky Kids   | 16         |            |            |            | 117:15     | 30:2       |
| 2.         | TuS Geretsried             | 16         |            |            |            | 156:30     | 21:11      |
| 3.         | DEC Tigers Königsbrunn     | 16         |            |            |            | 59:45      | 21:11      |
| 4.         | EV Füssen                  | 16         |            |            |            | 110:61     | 21:11      |
| 5.         | EV Landshut                | 16         |            |            |            | 60:66      | 18:14      |
| 6.         | ESC Planegg/ERSC Ottobrunn | 16         |            |            |            | 46:63      | 14:18      |
| 7.         | ESV Kaufbeuren             | 16         |            |            |            | 32:80      | 7:25       |
| 8.         | EC Stuttgart               | 16         |            |            |            | 18:132     | 6:26       |
| 9.         | EHC Memmingen Indians      | 16         | 0          | 0          | 16         | 24:129     | 0:32       |

## Relegation zurFraueneishockey-Bundesliga 1995/96
In der Relegation konnten sich bis auf den DEC Eishasen Berlin die Bundesligisten durchsetzen. Den Platz der Berliner in der Bundesliga konnte der GSC Moers einnehmen. Die Mannschaft aus Moers qualifizierte sich wie der 1. Hennefer EC Bonn über einen ersten Platz in einer der beiden Gruppen der Regionalliga Nordrhein-Westfalen. Der VERC Lauterbach qualifizierte sich über den Gruppensieg der Regionalliga Hessen für die Relegation.
Der ERC Schwenningen erreichte durch den Gruppensieg nach der Teilnahme an der Bayernliga den direkten Aufstieg in die Bundesliga Gruppe Süd.
| Gruppe Nord 1 |                     |     |   |   |   |       |      |
| Pl.           | Mannschaft          | Sp. | S | U | N | Tore  | Pkt. |
| 1.            | EC Bergkamen        | 6   | - | - | - | 42:23 | 10:2 |
| 2.            | ES Weißwasser       | 6   | - | - | - | 29:16 | 9:3  |
| 3.            | VERC Lauterbach     | 6   | - | - | - | 17:27 | 4:8  |
| 4.            | 1. Hennefer EC Bonn | 6   | 0 | 1 | 5 | 18:40 | 1:11 |

| Gruppe Nord 2 |                     |     |   |   |   |      |      |
| Pl.           | Mannschaft          | Sp. | S | U | N | Tore | Pkt. |
| 1.            | OSC Berlin          | 6   | 5 | 1 | 0 | 23:2 | 11:1 |
| 2.            | GSC Moers           | 6   | - | - | - | 6:13 | 8:4  |
| 3.            | DEC Eishasen Berlin | 6   | 0 | 0 | 6 | 7:21 | 0:12 |

## Viertelfinale
Im Gegensatz zu den vorigen Jahren gab es keine weiteren Gruppenspiele, sondern ein echtes Viertelfinale. In diesem traten die vier Erstplatzierten der Vorrundengruppe Nord über Kreuz gegen die Mannschaften der Gruppe Süd gegeneinander an.
Das Viertelfinale wurde am 28. und 29. Januar sowie am 4. und 5. Februar 1995 ausgespielt. Die vier Sieger erreichten das Halbfinale. Am Ende setzten sich sämtlich die Mannschaften der Südgruppe durch.
| Gruppe Süd               |   | Gruppe Nord                 | Serie | Spiel 1              | Spiel 2             |
| ------------------------ | - | --------------------------- | ----- | -------------------- | ------------------- |
| TuS Geretsried           | – | Frankfurter ESC             | 2:0   | 7:2 (1:1, 2:0, 4:1)  | 5:3 (3:1, 2:1, 0:1) |
| ESG Esslingen Pesky Kids | – | Grefrather EC Lady Panthers | 2:0   | 2:1 (2:1, 0:0, 0:0)  | 6:3 (3:1, 1:2, 2:0) |
| EV Füssen                | – | Mannheimer ERC Wild Cats    | 1:1   | 11:5 (4:2, 3:2, 4:1) | 3:8 (0:3, 1:2, 2:3) |
| DEC Tigers Königsbrunn   | – | TuS Wiehl Penguins          | 1:1   | 8:1 (0:1, 3:0, 5:0)  | 8:9 (4:1, 1:3, 3:5) |

## Finalturnier
Die Spiele des Finalturniers fanden an zwei Tagen im Februar 1995 in Königsbrunn statt.

### Halbfinale
| 18. Februar 1995 | ESG Esslingen Pesky Kids | 4:1 (0:0, 0:1, 4:0) | EV Füssen | Königsbrunn |

| 18. Februar 1995 | DEC Tigers Königsbrunn | 3:2 (1:1, 1:1, 1:0) | TuS Geretsried | Königsbrunn |

### Spiel um Platz 3
| 19. Februar 1995 | TuS Geretsried | 4:2 (2:1, 1:1, 1:0) | EV Füssen | Königsbrunn |

### Finale
| 19. Februar 1995 | DEC Tigers Königsbrunn Renate Lang (12.) Beate Bärt (59.) | 2:5 (1:2, 0:3, 1:0) | ESG Esslingen Pesky Kids Sandra Kürten (13.) Alexandra Schulz (18.) Sabine Kürten (33.) Sandra Kürten (34.) Helga Joos (37.) | Königsbrunn Zuschauer: 1.000 |

## Endstand
| Pl.            | Team                   |
| -------------- | ---------------------- |
| Goldmedaille   | ESG Esslingen          |
| Silbermedaille | DEC Tigers Königsbrunn |
| Bronzemedaille | TuS Geretsried         |
| 4.             | EV Füssen              |
| 5.             | OSC Berlin             |
| 6.             | EC Bergkamen           |

## Kader des Deutschen Meisters
| Deutscher Meister ESG Esslingen | Tor: Stephanie Kürten, Heidrun Sulz Abwehr: Yvonne Kalmbach, Angela Lezziero, Sibylle Rother, Sabine Kürten, Korinna Schöttle, Alexandra Schulz Sturm: Anja Janeck, Helga Joos, Bettina Kirschner, Angelika Meineck, Sigrun Müller, Franziska Neumann, Simone Schiffer, Nicole Schorb, Petra Schulz, Melanie Ulferts, Sandra Kürten Trainer: Peter Kürten |